# Tınaz Tırpan
Tınaz Tırpan (ur. 28 kwietnia 1938 w Ankarze) – turecki trener piłkarski i piłkarz występujący na pozycji obrońcy. 